# Erica vinacea
Erica vinacea är en ljungväxtart som beskrevs av H. Bol. Erica vinacea ingår i släktet klockljungssläktet, och familjen ljungväxter. Inga underarter finns listade i Catalogue of Life.